# Edgar Lawrence Doctorow
Edgar Lawrence Doctorow [doktorou] (6. ledna 1931, New York – 21. července 2015, New York) byl americký spisovatel. Vystudoval Kolumbijskou univerzitu, poté pracoval jako nakladatelský redaktor a nakladatel. Učil na několika univerzitách, naposled na Newyorské univerzitě. Od roku 1984 byl členem Americké akademie umění a věd a Národního institutu umění a písemnictví. Platil za jednoho z nejvýznamnějších autorů Spojených států. Byly mu uděleny skoro všechny důležité literární ceny a vyznamenání.
Doctorowovým celoživotním tématem byla problematika sociální nerovnosti, lidských práv a spravedlnosti. Pracoval s historickými fakty, které ale často podřizoval svým záměrům sociální kritiky. Ve svých dílech využíval mnoha postupů shodných a podobných s postmoderní literaturou (např. aluze). Jeho texty byly žánrově i stylově různorodé, měnily úhly pohledu, styl a rytmus vyprávění.

## Dílo
- Vítejte do zlých časů (1960, Welcome to Hard Times) původní název zněl Zlosyn z Bodie - ve stejnojmenném filmu hrál Henry Fonda.
- Velký jako život (1966, Big As Life)
- Kniha Danielova (1971, The Book of Daniel) inspirována procesem s manželi Rosenbergovými odsouzenými k smrti za špionáž ve prospěch SSSR
- Ragtime (1975, česky 1982) zfilmováno M. Formanem, děj románu probíhá v letech 1902–1914 tj. v éře prudkého rozmach průmyslu, ekonomického rozvoje, kdy došlo k velkému pohybu obyvatelstva a díky tomu i postupnému míšení ras, doba vzniku hudebního směru ragtime
- Drink před večeří, (1979, Drinks Before Dinner, česky 1991) – divadelní drama
- Jezero potáplic (1980, Loon Lake, česky 1994) satira na „americký sen“
- Americká hymna (1982, American Anthem)
- Životy básníků: Šest příběhů a jedna novela (1984, Lives of the Poets: Six Stories and a Novella)
- Světová výstava (1985, World's Fair)
- Billy Bathgate, (1989, česky 1993), zfilmováno v roce 1991, ale k Doctorowově nespokojenosti
- Vodárna (1994, The Waterworks)
- Boží město (2000, City of God)
- Zpravodajství o vesmíru (2003, Reporting the Universe) – literatura faktu
- Příběhy ze „Sweet Land“ (2004, Sweet Land Stories)
- Pochod k moři (2005, The March) - beletristicky zpracovaná historická událost: pochod generála Shermana s šedesátitisícovou armádou k moři na konci občanské války. V románu autor zachycuje obyčejné účastníky války ve stejném světle jako historické postavy - generála Shermana, Kilpatricka či Abrahama Lincolna.
- Homer a Langley (2009, Homer and Langley)